# Büchenbronner Aussichtsturm
Der Büchenbronner Aussichtsturm ist ein aus Metall gebauter 26 Meter hoher Aussichtsturm auf der südwestlich von Pforzheim gelegenen 607,8 m ü. NHN hohen Büchenbronner Höhe, auch Eichberg genannt. Er steht auf der Gemarkung des Pforzheimer Stadtteils Büchenbronn in Baden-Württemberg. 

## Geschichte
Der Büchenbronner Aussichtsturm wurde bereits 1883 in seiner filigranen Form errichtet und am 22. Mai 1884 eingeweiht. Er ist möglicherweise neben dem Aussichtsturm Götzingerhöhe und dem unterdessen abgerissenen Gustav-Vietor-Turm einer der ältesten Stahlfachwerktürme der Welt.
Auftraggeber war der Verschönerungsverein Pforzheim. Ausgeführt wurde der Turm auf achteckigem Grundriss als Skelett-Konstruktion mit gusseisernen Rohren und Profilen von der Dresdner Centralheizungsfabrik Louis Kühne. Planzeichnungen finden sich noch heute im Rathaus Büchenbronn. Die Plattformhöhe beträgt 24,75 Meter, mit Brüstung ist er 26 Meter hoch. Der Turm kann über 125 Stufen auf einer Wendeltreppe erstiegen werden, die in der Turmmitte um vier im Quadrat stehende Rohre verläuft. Zur Stabilität schrieb bereits 1885 die Deutsche Bauzeitung, „dass der Thurm schon durch einen einzigen Besucher mit Leichtigkeit in ziemlich große Schwankungen versetzt werden kann“. Nach kleineren Instandsetzungen musste der Turm im Jahre 1926 gründlich überholt werden.
Der Turm gehörte dem Verschönerungsverein bis 1933, dann bis 1974 dem Schwarzwaldverein (der im Jahre 1948 eine kleinere und 1957/1958 eine größere Restaurierung durchführen ließ), seit 1974 ist er Eigentum der Stadt Pforzheim. Zum 100-jährigen Jubiläum wurde der Turm nach einer Generalsanierung 1984 wiedereröffnet. Die letzte Renovierung erfolgte nach Schäden durch den Orkan „Lothar“ vom 25. Dezember 1999.
Ähnliche Türme mit fast gleichen Abmessungen wurden 1883 auch auf der Götzinger Höhe in Neustadt (Sachsen) und 1896 als Spelunkenturm in Bad Pyrmont errichtet.

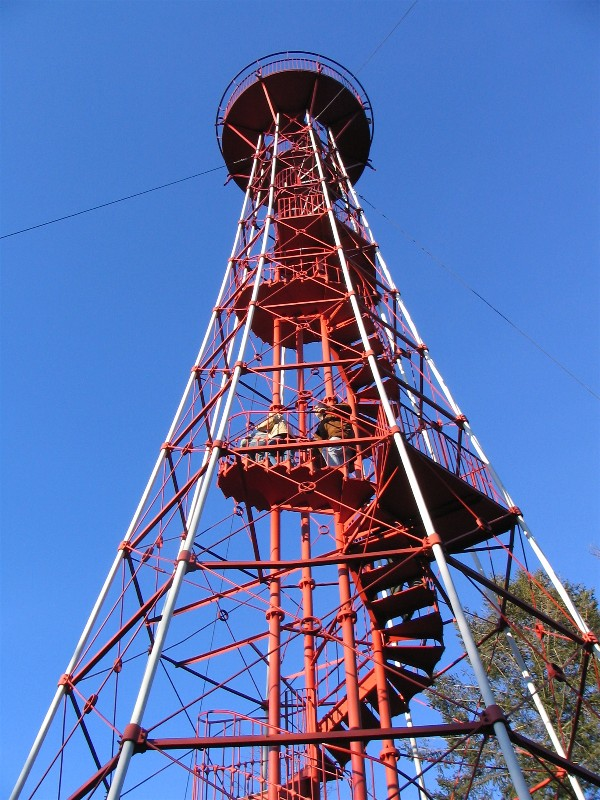
Nahaufnahme
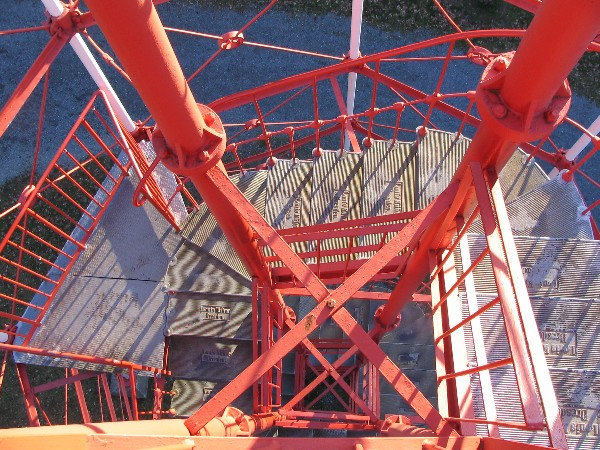
Treppenaufgang
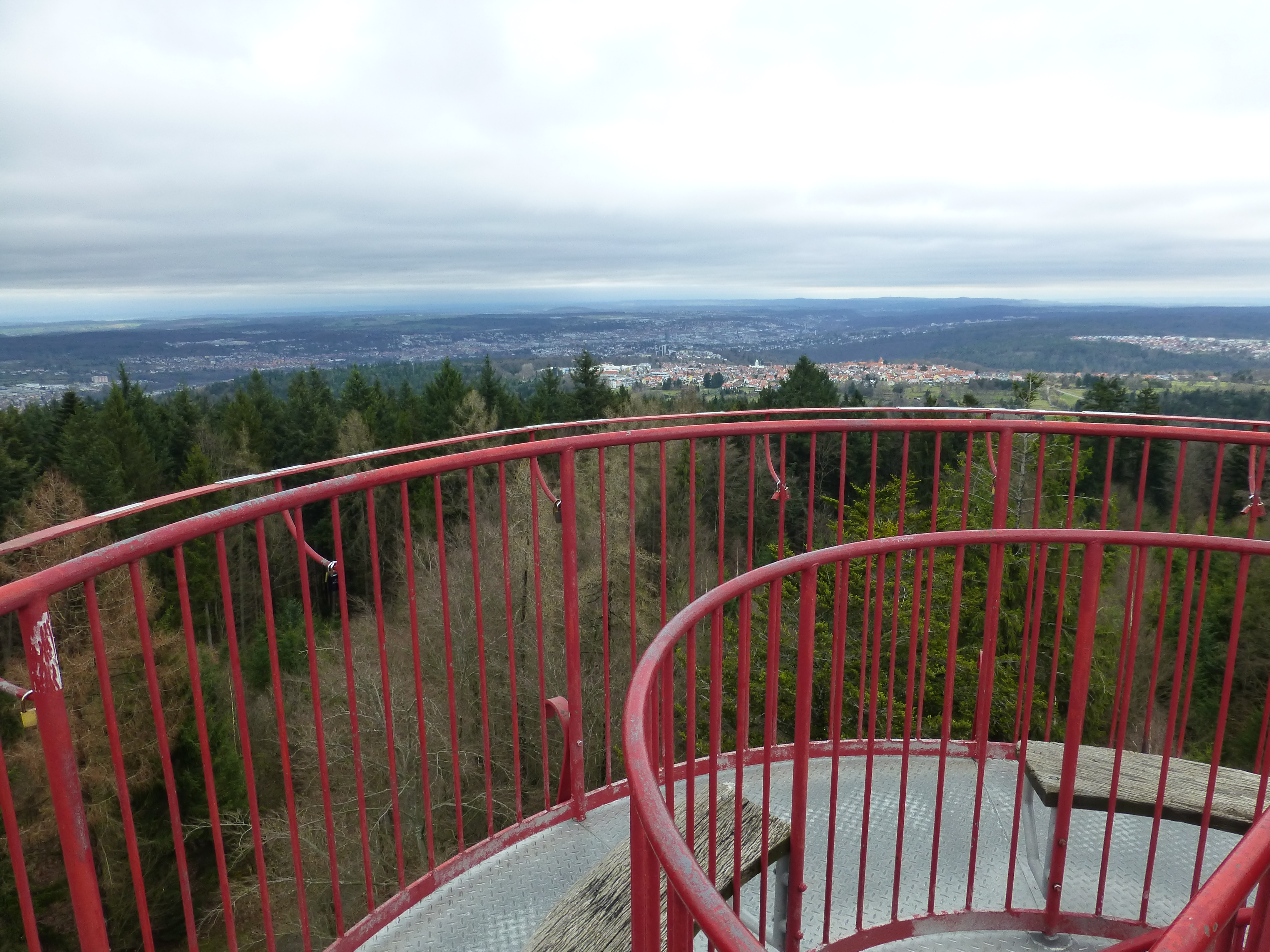
Plattform mit Blick auf Büchenbronn und Pforzheim